# 江戸川区立篠崎中学校
江戸川区立篠崎中学校（えどがわくりつしのざきちゅうがっこう）は、東京都江戸川区篠崎町にある公立中学校。

## 沿革
- 1947年（昭和22年）4月1日 - 学校教育法により篠崎小学校に併設。
- 1971年（昭和46年）3月31日 - 現在地に校舎竣工。

## 教育目標
- - よく学び、深く考える生徒
  - 思いやりと規範意識のある生徒
  - すすんで体を鍛える生徒
  - 社会に貢献する生徒

## 学校行事
| - 4月 - 始業式、入学式 - 5月 - 運動会、中間考査、遠足（1年） - 6月 - 修学旅行、期末考査 | - 7月 - 林間学校、終業式 - 8月 - 始業式 - 9月 - 区水泳大会、区体育大会 | - 10月 - 中間考査、学芸発表会、合唱コンクール - 11月 - 区弁論大会、期末考査、鎌倉校外学習（2年） - 12月 - 終業式 | - 1月 - 始業式 - 2月 - 学年末考査、都内めぐり（1年） - 3月 - 卒業遠足（3年）、卒業式、修了式 |

## 生徒会活動
- 生徒会
- 委員会
  - 学級、生活、体育、美化、保健、給食、図書、放送、体育行事、選挙管理

## 部活動
- 運動部
  - 陸上、ソフトテニス、サッカー、卓球、柔道、剣道、バドミントン、バレーボール、バスケットボール
- 文化部
  - 吹奏楽、演劇、美術、科学、手づくり、英語、園芸、文芸

## 通学区域
- 江戸川区
  - 篠崎町1,2丁目全域
  - 篠崎町3丁目1番 - 22番
  - 篠崎町5,6丁目全域
  - 篠崎町7丁目2番 - 31番
  - 南篠崎町4丁目全域
  - 上篠崎1丁目1番 - 24番
  - 上篠崎2,3丁目全域
  - 上篠崎4丁目7番 - 9番の一部（旧上篠崎4丁目）
  - 上篠崎4丁目10番
  - 上篠崎4丁目11番の一部（旧上篠崎4丁目）
  - 上篠崎4丁目12番 - 30番

## 進学前小学校
- 江戸川区立篠崎小学校
- 江戸川区立篠崎第二小学校
- 江戸川区立南篠崎小学校
- 江戸川区立篠崎第四小学校

## 交通
- 都営新宿線 篠崎駅より徒歩10分